# Rock Man: The Power Battle
Mega Man: The Power Battle, conocido en Japón como Rockman: The Power Battle (ロックマン・ザ・パワーバトル?) es un juego de plataformas/lucha lanzado para Arcades en septiembre de 1995, desarrollado y distribuido por Capcom. En este juego el jugador se enfrenta a enemigos de anteriores juegos de la franquicia. En lugar del estilo clásico de la serie, en el que se atraviesa un nivel lleno de diversos enemigos y obstáculos, aquí se pelea directamente contra los jefes.
El juego fue lanzado junto con su secuela, Mega Man 2: The Power Fighters en la antología Rockman Power Battle Fighters para PlayStation 2, Rockman Battle & Fighters para Neo Geo Pocket Color (con gráficos similares a los de los Mega Man de 8 bits) y Mega Man Anniversary Collection para GameCube, PlayStation 2 y Xbox.

## Historia
La historia del juego es simple: el Doctor Wily reconstruyó varios de sus robots previos, que ahora usará en otro intento de conquistar el mundo.
Al iniciar el jugador tendrás tres personajes para elegir: Mega Man, Protoman y Bass. Hecho lo anterior, deberá seleccionar entre tres "rutas", en las cuales deberá combatir a seis Robot Masters. Tras derrotarlos, el jugador procederá a la fortaleza del Dr. Wily, donde deberá pelear con otro enemigo antes de enfrentarse al Dr. Wily, el jefe final del juego.

### Robot Masters
Mega Man 1~2:
- Cut Man
- Guts Man
- Ice Man
- Crash Man
- Heat Man
- Wood Man

Mega Man 3~6:
- Magnet Man
- Gemini Man
- Dust Man
- Gyro Man
- Napalm Man
- Plant Man

Mega Man 7:
- Freeze Man
- Junk Man
- Cloud Man
- Slash Man
- Shade Man
- Turbo Man

### Jefes de la Fortaleza
- Yellow Devil (Mega Man 1~2 / Mega Man 3~6)
- VAN Pookin (Mega Man 7)
- Wily Machine

El juego permite 2 jugadores simultáneos en equipo, aunque solo (el que conecte el último golpe al Robot Master) podrá quedarse el arma que otorga .

## Curiosidades
- Existen un sinnúmero de sprites sin usar en los archivos del juego. Entre los más destacados se encuentran los de los personajes jugables trepando escaleras, a los jefes recuperándose de los ataques (algunos jefes lo hacen, pero utilizan menos animaciones que las encontradas en los archivos) y ataques no usados (por ejemplo, un ataque de Crash Man utilizando sus taladros).

- En el final de Mega Man, el Dr. Light discute que los robots deben saber distinguir entre el bien y el mal por sí mismos, a la vez que deben contenerse de dañar a los humanos, y que se necesita investigar más en programas de inteligencia artificial, presagiando su última creación. De forma similar, la secuela, Rockman 2: The Power Fighters, presagia la creación de Zero, al que se muestra brevemente en el final de Bass.

- Datos: Q664795